# 武汉体育学院体育科技学院
武汉体育学院体育科技学院成立于2003年，招收全日制本科和专科学生，2005年至2006年校区设立在武汉体育学院内部，2006年10月，体育科技学院主校区搬迁至武汉市江夏区藏龙岛科技园，从此学校所有学生在新校区学习、生活，截止到2009年6月，第一届学生毕业后，校区合为一个，不再于武汉体育学院内设立校区。
2009年在校学生约4000人。